# 麥克·吉特洛夫
麥克·吉特洛夫（英語：Mike Jittlov，1948年6月8日—）是一位美國男動畫師、導演、演員、編劇、作曲家和剪輯師，主攻定格动画、转描和像素化特效技術。憑藉主創的1988年電影《魔登大侠》聞名，改編自他1979年的同名短片；該片院線反響不佳，但隨著錄影帶和雷射影碟的推廣，建立了邪典电影地位。
吉特洛夫出生於加利福尼亞州洛杉磯，就讀加利福尼亚大学洛杉矶分校；為了滿足對藝術的追求而參加動畫課程。1970年代初，他製作了一部超8毫米電影《飛躍》（The Leap），放大到16毫米參加影展。加利福尼亚大学期間，吉特洛夫製作的16毫米短片《好悲傷》（Good Grief）曾入選奥斯卡金像奖專業決賽提名，在幾部短片中打響第一槍。之後，他買了16毫米攝影機，以200美元設計了專屬的多平面動畫設備，踏上自己在動畫領域的事業。憑藉幾部原創短片在業界影展打響名號後，引起華特迪士尼影業的注意。1978年，吉特洛夫與迪士尼的兩小時電視特輯《米奇的50歲紀念》中合作推出短片《老鼠狂熱》（Mouse Mania），成為史上第一部米老鼠定格動畫，並收錄於迪士尼DVD《彩色呈現的米老鼠 第二卷》（Mickey Mouse in Living Color, Volume Two）中。由於迪士尼通常不允許個人創作者在他們的電視作品中獲得屬名（較傾向於以「使一切成真的眾多迪士尼動畫師」來表達感謝），吉特洛夫將自己和合作夥伴德文·切雷吉諾（Deven Cheregino）的名字放在玩具的最終製作編號中，無法輕易被編輯掉。之後他仍長期與維持迪士尼合作關係。

## 外部連結
- 官方网站
- 麥克·吉特洛夫在互联网电影资料库（IMDb）上的資料（英文）
- Mike Jittlov's The Wizard of Speed and Time: His Life's a Special Effect!—Night Flight
- "We're off to see the Wizard: An Interview with Mike Jittlov by Kent Hill" （页面存档备份，存于）